# Idrettslaget Hødd 2013
Questa voce raccoglie le informazioni riguardanti l'Idrettslaget Hødd nelle competizioni ufficiali della stagione 2013.

## Stagione
Lo Hødd chiuse la stagione al 3º posto in classifica, raggiungendo così un piazzamento valido per partecipare alle qualificazioni all'Eliteserien: nel primo turno delle stesse, però, fu eliminato dal Mjøndalen. Inoltre, l'8 settembre 2013, lo Hødd si prese la soddisfazione d'interrompere la striscia positiva del Bodø/Glimt – che durava da 17 partite – grazie a una vittoria casalinga per 2-1. L'avventura nella Coppa di Norvegia 2013 terminò invece al terzo turno, quando la squadra subì la sconfitta da parte del Molde. In virtù del successo nella competizione dell'anno precedente, lo Hødd partecipò all'Europa League 2013-2014, venendo eliminato al secondo turno di qualificazione dai kazaki dell'Aqtöbe. Steffen Moltu e Jesper Törnqvist furono i calciatori più utilizzati in stagione, con 36 presenze ciascuno (30 in campionato, 3 in coppa, 2 in Europa League e una nelle qualificazioni all'Eliteserien). Espen Standal fu il miglior marcatore con 10 reti (7 in campionato, 2 in coppa e una in Europa League).

## Maglie e sponsor
Lo sponsor tecnico per la stagione 2013 fu Umbro, mentre lo sponsor ufficiale fu Sparebanken Møre. La divisa casalinga era composta da una maglietta blu con inserti bianchi, pantaloncini bianchi e calzettoni blu. Quella da trasferta era invece totalmente bianca, con inserti blu.
| Casa | Trasferta |

## Rosa
| N. |                      | Ruolo | Calciatore             |
| -- | -------------------- | ----- | ---------------------- |
| 1  | Norvegia (bandiera)  | P     | Andreas Lie            |
| 2  | Norvegia (bandiera)  | D     | Steffen Moltu          |
| 3  | Norvegia (bandiera)  | D     | Victor Eriksson Grodås |
| 4  | Finlandia (bandiera) | D     | Jesper Törnqvist       |
| 6  | Norvegia (bandiera)  | C     | Tobias Vibe            |
| 7  | Norvegia (bandiera)  | C     | Erik Sandal            |
| 8  | Norvegia (bandiera)  | A     | Pål André Helland      |
| 9  | Norvegia (bandiera)  | A     | Espen Standal          |
| 10 | Norvegia (bandiera)  | A     | Joachim Magnussen      |
| 11 | Norvegia (bandiera)  | A     | Rune Ertsås            |
| 13 | Norvegia (bandiera)  | D     | Ruben-Kenneth Brandal  |
| 15 | Norvegia (bandiera)  | C     | Bendik Dybdal Torset   |
| 16 | Norvegia (bandiera)  | C     | Sivert Heltne Nilsen   |
| 17 | Croazia (bandiera)   | A     | Franjo Tepurić         |
| 18 | Norvegia (bandiera)  | C     | Andreas Rekdal         |

| N. |                     | Ruolo | Calciatore            |
| -- | ------------------- | ----- | --------------------- |
| 19 | Norvegia (bandiera) | A     | Vegard Heltne         |
| 20 | Norvegia (bandiera) | A     | Robin Hjelmeseth      |
| 21 | Norvegia (bandiera) | C     | Jonas Ingebrigtsen    |
| 21 | Norvegia (bandiera) | C     | Eirik Heltne          |
| 22 | Norvegia (bandiera) | C     | Fredrik Aursnes       |
| 23 | Norvegia (bandiera) | A     | Eirik Ulland Andersen |
| 24 | Nigeria (bandiera)  | D     | Akeem Latifu          |
| 25 | Norvegia (bandiera) | P     | Jan-Lennart Urke      |
| 26 | Norvegia (bandiera) | P     | Ole-Monrad Alme       |
| 27 | Norvegia (bandiera) | C     | Henrik Gjengår        |
| 28 | Norvegia (bandiera) | C     | Henrik Grimstad       |
| 29 | Norvegia (bandiera) | A     | Benjamin Kleppe       |
| 30 | Norvegia (bandiera) | D     | Nils-Erik Engen       |
| 31 | Norvegia (bandiera) | D     | Pål Hofset Skeide     |

## Calciomercato

### Sessione invernale(dal 01/01 al 31/03)
| Acquisti | Acquisti          | Acquisti | Acquisti   |
| R.       | Nome              | da       | Modalità   |
| -------- | ----------------- | -------- | ---------- |
| P        | Andreas Lie       | Aalesund | prestito   |
| D        | Jesper Törnqvist  | Alta     | definitivo |
| C        | Tobias Vibe       | Senja    | definitivo |
| A        | Rune Ertsås       |          | svincolato |
| A        | Joachim Magnussen |          | svincolato |

| Cessioni | Cessioni          | Cessioni | Cessioni      |
| R.       | Nome              | a        | Modalità      |
| -------- | ----------------- | -------- | ------------- |
| P        | Ørjan Nyland      | Molde    | definitivo    |
| D        | Ørjan Grimstad    |          | svincolato    |
| D        | Thomas Lid Kleppe |          | svincolato    |
| D        | Fredrik Klock     |          | ritiro        |
| A        | Kazeem Ahmed      |          | svincolato    |
| A        | Nonso Elias Lala  | Enyimba  | fine prestito |
| A        | Christian Mork    |          | svincolato    |
| A        | Kjell Rune Sellin | Aalesund | fine prestito |

### Sessione estiva(dal 15/07 al 10/08)
| Acquisti | Acquisti              | Acquisti       | Acquisti   |
| R.       | Nome                  | da             | Modalità   |
| -------- | --------------------- | -------------- | ---------- |
| D        | Jonas Ingebrigtsen    | Herd           | definitivo |
| A        | Franjo Tepurić        |                | svincolato |
| A        | Eirik Ulland Andersen | Vard Haugesund | definitivo |

| Cessioni | Cessioni          | Cessioni  | Cessioni   |
| R.       | Nome              | a         | Modalità   |
| -------- | ----------------- | --------- | ---------- |
| D        | Akeem Latifu      | Aalesund  | prestito   |
| C        | Eirik Heltne      | Herd      | prestito   |
| A        | Pål André Helland | Rosenborg | definitivo |
| A        | Robin Hjelmeseth  | Herd      | prestito   |

## Risultati

### 1. divisjon

#### Girone di andata
| Arbitro: | Hansen |

|                                            |           |                        |
| Aleesami 7’ Gueye 22’ Halvorsen 90’ (rig.) | Marcatori | 37’ Standal 68’ Nilsen |

| Arbitro: | Staberg (Harstad) |

|                        |           |                  |
| Latifu 47’, 60’ (rig.) | Marcatori | 80’ (rig.) Idris |

| Arbitro: | Hansen |

|                                |           |                         |
| Markegård 61’ (rig.) Azemi 89’ | Marcatori | 17’ Moltu 41’ Magnussen |

| Arbitro: | Tennøy |

|             |           |  |
| Aursnes 51’ | Marcatori |  |

| Arbitro: | Nilsen (Oslo) |

|  |           |                           |
|  | Marcatori | 45’ Magnussen 60’ Standal |

| Arbitro: | Toppe |

|            |           |  |
| Nilsen 81’ | Marcatori |  |

| Arbitro: | Hansen |

|            |           |  |
| Laajab 36’ | Marcatori |  |

| Arbitro: | Staberg (Harstad) |

|                                       |           |                              |
| Tronseth 15’ (aut.) Latifu 39’ (rig.) | Marcatori | 19’ Blakstad 58’ Aas 85’ Bye |

| Arbitro: | Helgerud (Lier) |

|  |           |            |
|  | Marcatori | 8’ Helland |

| Arbitro: | Moen |

|           |           |  |
| Moltu 50’ | Marcatori |  |

| Ulsteinvik 9 giugno 2013, ore 18:00 11ª giornata          | Hødd      | 0 – 2 referto           | Vard Haugesund | Høddvoll Stadion (1.520 spett.) |
| \| \| \| \| \| \| Marcatori \| 26’ Myhre 90’ Miljeteig \| |           |                         |                |                                 |
|                                                           |           |                         |                |                                 |
|                                                           | Marcatori | 26’ Myhre 90’ Miljeteig |                |                                 |

| Arbitro: | Borgersen (Oslo) |

|           |           |               |
| Langås 5’ | Marcatori | 90’ Törnqvist |

| Arbitro: | Gjermshus |

|  |           |                        |
|  | Marcatori | 38’ Sandal 45’ Standal |

| Arbitro: | Lundby |

|  |           |             |
|  | Marcatori | 85’ Skartun |

| Elverum 2 giugno 2013, ore 18:00 15ª giornata            | Elverum   | 0 – 2 referto          | Hødd | Sentralidrettsplassen (388 spett.) |
| \| \| \| \| \| \| Marcatori \| 16’ Standal 82’ Sandal \| |           |                        |      |                                    |
|                                                          |           |                        |      |                                    |
|                                                          | Marcatori | 16’ Standal 82’ Sandal |      |                                    |

#### Girone di ritorno
| Arbitro: | Toppe |

|                        |           |                        |
| Myhre 62’ Kapidzic 90’ | Marcatori | 11’ Tepurić 55’ Ertsås |

| Arbitro: | Steen |

|  |           |           |
|  | Marcatori | 25’ Stene |

| Arbitro: | Hagenes |

|             |           |  |
| Sildnes 86’ | Marcatori |  |

| Arbitro: | Borgersen (Oslo) |

|                          |           |  |
| Andersen 32’ Standal 86’ | Marcatori |  |

| Arbitro: | Tennøy |

|                          |           |               |
| Kassi 21’ Stokkelien 79’ | Marcatori | 11’ Magnussen |

| Arbitro: | Hagenes |

|                       |           |           |
| Tepurić 75’ Moltu 90’ | Marcatori | 71’ White |

| Arbitro: | Lundby |

|                        |           |                     |
| Nilsen 42’ Standal 84’ | Marcatori | 86’ (rig.) Johansen |

| Arbitro: | Moen |

|              |           |              |
| Krogstad 69’ | Marcatori | 88’ Andersen |

| Arbitro: | Steen |

|                         |           |  |
| Rekdal 26’ Andersen 90’ | Marcatori |  |

| Arbitro: | Moen |

|  |           |            |
|  | Marcatori | 51’ Sandal |

| Arbitro: | Toppe |

|                                               |           |             |
| Rekdal 4’ Törnqvist 54’ Ertsås 70’ Sandal 74’ | Marcatori | 81’ Hanstad |

| Arbitro: | Lundby |

|            |           |           |
| Sandal 59’ | Marcatori | 51’ Mendy |

| Arbitro: | Steen |

|                              |           |              |
| Skartun 13’, 18’ Ertzeid 37’ | Marcatori | 44’ Andersen |

| Arbitro: | Borgersen (Oslo) |

|                          |           |  |
| Aursnes 60’ Andersen 76’ | Marcatori |  |

| Arbitro: | Gya |

|                                        |           |            |
| Kirkevold 62’, 87’ Semb Aasmundsen 75’ | Marcatori | 8’ Standal |

#### Qualificazioni all'Eliteserien
| Arbitro: | Steen |

|  |           |                          |
|  | Marcatori | 39’ Diomande 48’ Gauseth |

### Coppa di Norvegia
| Arbitro: | Pedersen |

|            |           |                                                |
| Björck 60’ | Marcatori | 25’ Heltne 53’ Helland 85’ Brandal 88’ Standal |

| Arbitro: | Hauge |

|  |           |            |
|  | Marcatori | 5’ Standal |

| Arbitro: | Skjerven (Kaupanger) |

|                                                      |                      |                                                   |
| Sandal 38’ Latifu 120’                               | Marcatori            | 90’ Eikrem 112’ Hovland                           |
| Latifu Nilsen Heltne Aursnes Rekdal Grodås Magnussen | Tiri di rigore 4 – 5 | Hovland Ekpo Agnaldo Tripić Eikrem Rindarøy Chima |

### Europa League
| Arbitro: | Tritsonis |

|             |           |  |
| Standal 28’ | Marcatori |  |

| Arbitro: | Nikitenko |

|                 |           |  |
| Davydov 5’, 61’ | Marcatori |  |

## Statistiche

### Statistiche di squadra
| Competizione          | Punti | In casa | In casa | In casa | In casa | In casa | In casa | In trasferta | In trasferta | In trasferta | In trasferta | In trasferta | In trasferta | Totale | Totale | Totale | Totale | Totale | Totale | DR  |
| Competizione          | Punti | G       | V       | N       | P       | Gf      | Gs      | G            | V            | N            | P            | Gf           | Gs           | G      | V      | N      | P      | Gf     | Gs     | DR  |
| --------------------- | ----- | ------- | ------- | ------- | ------- | ------- | ------- | ------------ | ------------ | ------------ | ------------ | ------------ | ------------ | ------ | ------ | ------ | ------ | ------ | ------ | --- |
| 1. divisjon           | 50    | 15      | 10      | 1       | 4       | 22      | 12      | 15           | 5            | 4            | 8            | 19           | 19           | 30     | 15     | 5      | 10     | 41     | 31     | +10 |
| Qual. all'Eliteserien | -     | 1       | 0       | 0       | 1       | 0       | 2       | 0            | 0            | 0            | 0            | 0            | 0            | 1      | 0      | 0      | 1      | 0      | 2      | -2  |
| Coppa di Norvegia     | -     | 1       | 0       | 1       | 0       | 2       | 2       | 2            | 2            | 0            | 0            | 5            | 1            | 3      | 2      | 1      | 0      | 7      | 3      | +4  |
| Europa League         | -     | 1       | 1       | 0       | 0       | 1       | 0       | 1            | 0            | 0            | 1            | 0            | 2            | 2      | 1      | 0      | 1      | 1      | 2      | -1  |
| Totale                | -     | 18      | 11      | 2       | 5       | 25      | 16      | 18           | 7            | 4            | 9            | 24           | 22           | 36     | 18     | 6      | 12     | 49     | 38     | +11 |

### Statistiche dei giocatori
| Giocatore          | 1. divisjon | 1. divisjon | 1. divisjon | 1. divisjon | Coppa di Norvegia | Coppa di Norvegia | Coppa di Norvegia | Coppa di Norvegia | Europa League | Europa League | Europa League | Europa League | Qual. all'Eliteserien | Qual. all'Eliteserien | Qual. all'Eliteserien | Qual. all'Eliteserien | Totale   | Totale | Totale      | Totale     |
| Giocatore          | Presenze    | Reti        | Ammonizioni | Espulsioni  | Presenze          | Reti              | Ammonizioni       | Espulsioni        | Presenze      | Reti          | Ammonizioni   | Espulsioni    | Presenze              | Reti                  | Ammonizioni           | Espulsioni            | Presenze | Reti   | Ammonizioni | Espulsioni |
| ------------------ | ----------- | ----------- | ----------- | ----------- | ----------------- | ----------------- | ----------------- | ----------------- | ------------- | ------------- | ------------- | ------------- | --------------------- | --------------------- | --------------------- | --------------------- | -------- | ------ | ----------- | ---------- |
| O. Alme            | 0           | 0           | 0           | 0           | 0                 | 0                 | 0                 | 0                 | 0             | 0             | 0             | 0             | 0                     | 0                     | 0                     | 0                     | 0        | 0      | 0           | 0          |
| F. Aursnes         | 27          | 2           | 5           | 0           | 2                 | 0                 | 0                 | 0                 | 2             | 0             | 2             | 0             | 0                     | 0                     | 0                     | 0                     | 31       | 2      | 7           | 0          |
| R. Brandal         | 22          | 0           | 3           | 0           | 2                 | 1                 | 0                 | 0                 | 2             | 0             | 0             | 0             | 0                     | 0                     | 0                     | 0                     | 26       | 1      | 3           | 0          |
| N. Engen           | 1           | 0           | 0           | 0           | 0                 | 0                 | 0                 | 0                 | 0             | 0             | 0             | 0             | 0                     | 0                     | 0                     | 0                     | 1        | 0      | 0           | 0          |
| R. Ertsås          | 24          | 2           | 2           | 0           | 1                 | 0                 | 0                 | 0                 | 2             | 0             | 0             | 0             | 0                     | 0                     | 0                     | 0                     | 27       | 2      | 2           | 0          |
| H. Gjengår         | 0           | 0           | 0           | 0           | 0                 | 0                 | 0                 | 0                 | 0             | 0             | 0             | 0             | 0                     | 0                     | 0                     | 0                     | 0        | 0      | 0           | 0          |
| H. Grimstad        | 0           | 0           | 0           | 0           | 0                 | 0                 | 0                 | 0                 | 0             | 0             | 0             | 0             | 0                     | 0                     | 0                     | 0                     | 0        | 0      | 0           | 0          |
| V. Grodås          | 12          | 0           | 2           | 0           | 2                 | 0                 | 1                 | 0                 | 0             | 0             | 0             | 0             | 1                     | 0                     | 1                     | 0                     | 15       | 0      | 4           | 0          |
| P. Helland         | 13          | 1           | 3           | 0           | 3                 | 1                 | 0                 | 0                 | 2             | 0             | 0             | 0             | 0                     | 0                     | 0                     | 0                     | 18       | 2      | 3           | 0          |
| E. Heltne          | 1           | 0           | 0           | 0           | 0                 | 0                 | 0                 | 0                 | 0             | 0             | 0             | 0             | 0                     | 0                     | 0                     | 0                     | 1        | 0      | 0           | 0          |
| V. Heltne          | 9           | 0           | 1           | 0           | 3                 | 1                 | 1                 | 0                 | 0             | 0             | 0             | 0             | 0                     | 0                     | 0                     | 0                     | 12       | 1      | 2           | 0          |
| R. Hjelmeseth      | 4           | 0           | 0           | 0           | 1                 | 0                 | 0                 | 0                 | 1             | 0             | 0             | 0             | 0                     | 0                     | 0                     | 0                     | 6        | 0      | 0           | 0          |
| J. Ingebrigtsen    | 13          | 0           | 1           | 0           | 0                 | 0                 | 0                 | 0                 | 0             | 0             | 0             | 0             | 1                     | 0                     | 0                     | 0                     | 14       | 0      | 1           | 0          |
| B. Kleppe          | 0           | 0           | 0           | 0           | 0                 | 0                 | 0                 | 0                 | 0             | 0             | 0             | 0             | 0                     | 0                     | 0                     | 0                     | 0        | 0      | 0           | 0          |
| A. Latifu          | 17          | 3           | 2           | 0           | 3                 | 0                 | 0                 | 0                 | 1             | 0             | 0             | 0             | 0                     | 0                     | 0                     | 0                     | 21       | 3      | 2           | 0          |
| A. Lie             | 25          | 0           | 3           | 0           | 3                 | 0                 | 0                 | 0                 | 2             | 0             | 0             | 0             | 0                     | 0                     | 0                     | 0                     | 30       | 0      | 3           | 0          |
| J. Magnussen       | 24          | 3           | 2           | 1           | 3                 | 0                 | 0                 | 0                 | 2             | 0             | 0             | 0             | 1                     | 0                     | 0                     | 0                     | 30       | 3      | 2           | 1          |
| S. Moltu           | 30          | 3           | 1           | 0           | 3                 | 0                 | 0                 | 0                 | 2             | 0             | 0             | 0             | 1                     | 0                     | 0                     | 0                     | 36       | 3      | 1           | 0          |
| S. Nilsen          | 29          | 3           | 5           | 0           | 3                 | 1                 | 1                 | 0                 | 1             | 0             | 0             | 0             | 1                     | 0                     | 1                     | 0                     | 34       | 4      | 7           | 0          |
| A. Rekdal          | 18          | 2           | 0           | 0           | 3                 | 0                 | 0                 | 0                 | 2             | 0             | 0             | 0             | 1                     | 0                     | 0                     | 0                     | 24       | 2      | 0           | 0          |
| E. Sandal          | 25          | 5           | 2           | 0           | 3                 | 2                 | 0                 | 0                 | 2             | 0             | 0             | 0             | 1                     | 0                     | 0                     | 0                     | 31       | 7      | 2           | 0          |
| P. Skeide          | 0           | 0           | 0           | 0           | 0                 | 0                 | 0                 | 0                 | 0             | 0             | 0             | 0             | 0                     | 0                     | 0                     | 0                     | 0        | 0      | 0           | 0          |
| E. Standal         | 26          | 7           | 5           | 0           | 3                 | 2                 | 0                 | 0                 | 2             | 1             | 0             | 0             | 1                     | 0                     | 0                     | 0                     | 32       | 10     | 5           | 0          |
| F. Tepurić         | 13          | 2           | 0           | 0           | 0                 | 0                 | 0                 | 0                 | 0             | 0             | 0             | 0             | 1                     | 0                     | 0                     | 0                     | 14       | 2      | 0           | 0          |
| J. Törnqvist       | 30          | 2           | 0           | 0           | 3                 | 0                 | 1                 | 0                 | 2             | 0             | 0             | 0             | 1                     | 0                     | 0                     | 0                     | 36       | 2      | 1           | 0          |
| B. Torset          | 20          | 0           | 2           | 1           | 2                 | 0                 | 0                 | 0                 | 1             | 0             | 0             | 0             | 1                     | 0                     | 0                     | 0                     | 24       | 0      | 2           | 1          |
| E. Ulland Andersen | 12          | 5           | 1           | 1           | 0                 | 0                 | 0                 | 0                 | 0             | 0             | 0             | 0             | 0                     | 0                     | 0                     | 0                     | 12       | 5      | 1           | 1          |
| J. Urke            | 5           | 0           | 1           | 0           | 0                 | 0                 | 0                 | 0                 | 0             | 0             | 0             | 0             | 1                     | 0                     | 0                     | 0                     | 6        | 0      | 1           | 0          |
| T. Vibe            | 13          | 0           | 2           | 0           | 0                 | 0                 | 0                 | 0                 | 1             | 0             | 0             | 0             | 0                     | 0                     | 0                     | 0                     | 14       | 0      | 2           | 0          |